# Carlyle Smith Beals
Carlyle Smith Beals (ur. 29 czerwca 1899 w Canso, zm. 2 lipca 1979 w Ottawie) – kanadyjski astronom.

## Życiorys
Studiował na Uniwersytecie Acadia, gdzie w 1919 roku uzyskał stopień B.Sc., a następnie podjął studia na Uniwersytecie Yale, ale przerwał je ze względu na stan zdrowia. Kontynuował studia na Uniwersytecie Torontońskim, gdzie uzyskał stopień M.Sc. (1923). Przez rok nauczał w szkole, a następnie wyjechał do Anglii, na Uniwersytet Londyński, gdzie w 1926 roku uzyskał doktorat z fizyki.
Po powrocie do Kanady podjął pracę w Dominion Astrophysical Observatory. Pracował tam nad badaniami linii emisyjnych w widmie promieniowania gwiazd oraz prowadził obserwacje gazowych obłoków ośrodków międzygwiazdowych. Zajmował się również doskonaleniem astronomicznych instrumentów obserwacyjnych.
W 1946 roku przeniósł się do Dominion Observatory w Ottawie, gdzie prowadził badania nad kanadyjskimi kraterami uderzeniowymi. W 1964 przeszedł na emeryturę.

## Wyróżnienia i nagrody
W 1951 został członkiem Royal Society. W 1969 odznaczono go Orderem Kanady.
Jego imieniem nazwano planetoidę (3314) Beals oraz krater Beals na Księżycu.